# Lietuvos Krepšinio Lyga
La Lietuvos Krepšinio Lyga, también conocida por sus siglas LKL, es la máxima competición profesional de baloncesto de Lituania. Fue creada en el año 1993, y en la actualidad la disputan 12 equipos. Cada equipo puede disponer de 4 jugadores extranjeros, considerándose como locales los jugadores de otros países bálticos.

## Equipos

### Temporada 2024-2025
Diez equipos participan en la temporada 2024-25. A pesar del anuncio de que ningún equipo descenderá después de 2023-24 debido a la quiebra del Gargždai, el Pieno žvaigždės, último clasificado, decidió retirarse de la liga debido a dificultades para cumplir con los requisitos presupuestarios de la liga. Debido a la disminución del número de equipos, se cambió el formato de la liga, siendo el mismo que el de la temporada 2020-21, donde 10 equipos se enfrentarán 4 veces y los 8 mejores equipos avanzarán a los playoffs.
| Equipo                    | Ciudad    | Pabellón                   | Capacidad |
| ------------------------- | --------- | -------------------------- | --------- |
| 7bet-Lietkabelis          | Panevėžys | Kalnapilio Arena           | 5,950     |
| Cbet                      | Jonava    | Jonava Arena               | 2,200     |
| M Basket-Delamode         | Telšiai   | Telšiai sports arena       | 1,000     |
| Neptūnas                  | Klaipėda  | Švyturys Arena             | 6,200     |
| Nevėžis-OPTIBET           | Kėdainiai | Kėdainiai Arena            | 2,200     |
| Rytas                     | Vilnius   | Avia Solutions Group Arena | 10,000    |
| Rytas                     | Vilnius   | Jeep Arena                 | 2,500     |
| Šiauliai                  | Šiauliai  | Šiauliai Arena             | 5,700     |
| Uniclub Casino – Juventus | Utena     | Utena Arena                | 2,000     |
| Wolves                    | Vilnius   | Avia Solutions Group Arena | 10,000    |
| Žalgiris                  | Kaunas    | Žalgiris Arena             | 15,415    |

## Palmarés
| Temporada | Campeón         | Subcampeón         | Final     |
| 1993-94   | Žalgiris Kaunas | KK Atletas         | 3:1       |
| 1994-95   | Žalgiris Kaunas | KK Atletas         | 3:0       |
| 1995-96   | Žalgiris Kaunas | KK Atletas         | 3:2       |
| 1996-97   | Žalgiris Kaunas | Žemaitijos Olimpas | 3:0       |
| 1997-98   | Žalgiris Kaunas | KK Atletas         | 3:1       |
| 1998-99   | Žalgiris Kaunas | Lietuvos Rytas     | 3:0       |
| 1999-00   | Lietuvos Rytas  | Žalgiris Kaunas    | 3:1       |
| 2000-01   | Žalgiris Kaunas | Lietuvos Rytas     | 3:2       |
| 2001-02   | Lietuvos Rytas  | Žalgiris Kaunas    | 4:3       |
| 2002-03   | Žalgiris Kaunas | Lietuvos Rytas     | 4:2       |
| 2003-04   | Žalgiris Kaunas | Lietuvos Rytas     | 4:0       |
| 2004-05   | Žalgiris Kaunas | Lietuvos Rytas     | 4:0       |
| 2005-06   | Lietuvos Rytas  | Žalgiris Kaunas    | 4:0       |
| 2006-07   | Žalgiris Kaunas | Lietuvos Rytas     | 4:2       |
| 2007-08   | Žalgiris Kaunas | Lietuvos Rytas     | 4:1       |
| 2008-09   | Lietuvos Rytas  | Žalgiris Kaunas    | 4:1       |
| 2009-10   | Lietuvos Rytas  | Žalgiris Kaunas    | 4:3       |
| 2010-11   | Žalgiris Kaunas | Lietuvos Rytas     | 4:1       |
| 2011-12   | Zalgiris Kaunas | Lietuvos Rytas     | 3:0       |
| 2012-13   | Zalgiris Kaunas | Lietuvos Rytas     | 4:0       |
| 2013-14   | Zalgiris Kaunas | Neptūnas Klaipėda  | 4:2       |
| 2014-15   | Zalgiris Kaunas | Lietuvos Rytas     | 4:0       |
| 2015-16   | Zalgiris Kaunas | Neptūnas Klaipėda  | 3:2       |
| 2016-17   | Zalgiris Kaunas | KK Lietkabelis     | 4:1       |
| 2017-18   | Zalgiris Kaunas | Lietuvos Rytas     | 4:1       |
| 2018-19   | Zalgiris Kaunas | BC Rytas           | 3:0       |
| 2019-20   | Zalgiris Kaunas | BC Rytas           | Cancelada |
| 2020-21   | Zalgiris Kaunas | BC Rytas           | 3:0       |
| 2021-22   | BC Rytas        | BC Lietkabelis     | 4:1       |
| 2022-23   | Zalgiris Kaunas | BC Rytas           | 3:2       |
| 2023-24   | BC Rytas        | Zalgiris Kaunas    | 3:1       |

### Títulos por club

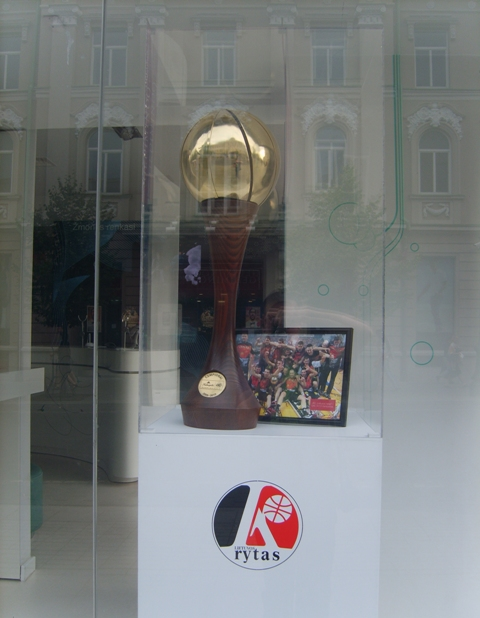
Trofeo de la LKL en Vilna.

| Equipo         | Campeón | Subcampeón | Bronce | Cuarto | Año(s) campeón |
| -------------- | ------- | ---------- | ------ | ------ | --- |
| Žalgiris       | 24      | 6          | 1      | 0      | 1994, 1995, 1996, 1997, 1998, 1999, 2001, 2003, 2004, 2005, 2007, 2008, 2011, 2012, 2013, 2014, 2015, 2016, 2017, 2018, 2019, 2020, 2021, 2023 |
| Lietuvos rytas | 7       | 16         | 4      | 0      | 2000, 2002, 2006, 2009, 2010, 2022, 2024 |
| Atletas        | 0       | 4          | 0      | 0      | |
| Neptūnas       | 0       | 2          | 3      | 5      | |
| KK Lietkabelis | 0       | 2          | 3      | 2      | |
| Olimpas        | 0       | 1          | 1      | 0      | |
| Šiauliai       | 0       | 0          | 9      | 7      | |
| Sakalai        | 0       | 0          | 2      | 4      | |
| Prienai        | 0       | 0          | 2      | 2      | |
| Alita          | 0       | 0          | 2      | 1      | |
| Juventus       | 0       | 0          | 1      | 2      | |
| Lavera         | 0       | 0          | 1      | 1      | |
| Statyba        | 0       | 0          | 1      | 0      | |
| Šilutė         | 0       | 0          | 1      | 0      | |
| Nevėžis        | 0       | 0          | 0      | 1      | |
| Alytus         | 0       | 0          | 0      | 1      | |
| Wolves         | 0       | 0          | 0      | 1      | |